# David H. C. Read
Pour les articles homonymes, voir Read.
David Haxton Carswell Read, né le 2 janvier 1910 à Cupar et mort le 7 janvier 2001 à New York, est un pasteur et écrivain presbytérien écossais.

## Biographie
Read est fait prisonnier par les Allemands alors qu'il était aumônier de la 51e division des Highlands de l'armée britannique pendant la Seconde Guerre mondiale. Il devient célèbre avec son livre publié en 1944, Prisoners' Quest, sur ses expériences dans les camps de prisonniers de guerre allemands.
Il est le ministre principal à l' église presbytérienne de Madison Avenue à New York de 1956 à 1989. Il a également été le premier chapelain de l'Université d'Édimbourg de 1949 à 1955 et « aumônier de Sa Majesté la Reine en Écosse » de 1952 à 1956.

## Publications
- Prisoners' quest : a presentation of the Christian faith in a prisoners of war camp, 1944
- The Christian Faith, 1956
- I am Persuaded, 1961
- Sons of Anak: The Gospel and the Modern Giants, 1964
- The Pattern of Christ, 1967
- Christian Ethics, 1968
- Religion without Wrappings, 1970
- Overheard, 1971
- Curious Christians, 1973
- Expanding Faith, 1973
- Sent from God: The Enduring Power and Mystery of Preaching, 1974
- Go & Make Disciples, 1978
- Unfinished Easter: Sermons on the Ministry, 1978
- The Faith Is Still There, 1981
- This Grace Given, 1984
- Grace Thus Far, 1986
- God Was in the Laughter: The Autobiography of David Haxton Carswell Read, 2005
- Virginia Wolf Meets Charlie Brown, 1968
- Good News in the Letters of Paul, 1975
- Preaching About the Needs of Real People, 1988
- The Presence of Christ, 1968
- Faith Without Fanaticism: What Churches Have to Offer 1987
- Whose God is Dead, 1966
- Holy Common Sense, 1966
- Christmas Tales for All Ages, 1989
- The Communication of the Gospel, 1952
- God's Mobile Family, 1966